# 邑阳郡
邑阳郡，中国南北朝时设置的郡。
西魏置邑阳郡，治所在邑阳县（今陕西洛南县东北）。辖境相当今陕西洛南县东北部地。隶属于商州，阳雄世袭邑阳郡守。北周时下辖邑阳县一县。隋文帝开皇三年（583年）废邑阳郡，邑阳县直属商州。